# Фелікс Дрезеке
Фелікс Дрезеке (нім. Felix August Bernhard Draeseke; 7 жовтня 1835, Кобург — 26 лютого 1913, Дрезден) — німецький композитор.

## Біографія
Походив з сім'ї протестантських теологів: батько — суперінтендант Теодор Дрезеке (1808—1870), син єпископа Йоганна Генріха Бернгарда Дрезеке; мати — Марія Дрезеке, уроджена Ганштайн (1815—1835), донька суперінтенданта Готтфріда Августа Людвіг Ганштайна. Мати померла через 8 днів після пологів, і Фелікса виховували три сестри батька. У 1840 році батько одружився з Емілією Берінг (1821—1882), і у Фелікса було 12 єдинокровних братів і сестер.
Дитинство Дрезеке пройшло в м. Родах, недалеко від Кобурга. У 5 років він переніс середній отит, після якого все життя страждав зниженням слуху. Незважаючи на це, він захопився музикою, брав уроки фортеп'яно; в 8 років написав свій перший твір для фортеп'яно.
З 1850 брав уроки композиції у Каспара Куммера. У 1852—1855 рр. навчався в Лейпцизькій консерваторії у Юліуса Ріца (композиція), Фрідріха Ріхтера і Моріца Гауптманна (теорія музики), Франца Бренделя (історія музики), Луї Плайді і Ігнаца Мошелеса (фортеп'яно).
У 1852 році в Веймарі слухав «Лоенгріна» Ріхарда Вагнера (диригував Ференц Ліст). Під враженням від спектаклю написав свою першу оперу «Король Сігурд» (за п'єсою Емануеля Гайбеля). Як і Вагнер, Дрезеке сам написав лібрето (і зберіг цю практику в усіх своїх операх). У 1853 році в Берліні познайомився з Гансом фон Бюловим, з яким згодом дружив. Захопившись музичним стилем новонімецької школи Ліста і Вагнера, став втрачати інтерес до лейпцизької консерваторії, більшість викладачів якої були консервативні і скептично, майже вороже ставилися до захоплень Дрезеке. Тому нерідко він не відвідував заняття.
З 1855, після закінчення консерваторії, був запрошений Францем Бренделем в газету «Neue Zeitschrift für Musik» як концертний критик, де опублікував серед іншого есе про Вагнера, а також про Симфонічні поеми Ліста.
У лютому 1857 завдяки фон Бюлову відбулася перша зустріч Дрезеке з Ференцом Лістом, який був вражений майже закінченою оперою «Король Сігурд». Дрезеке був привітно прийнятий в найближчому оточенні Ф. Ліста, здружився з Гансом Бронзартом і Петером Корнеліусом. У 1859 році Дрезеке познайомився з Ріхардом Вагнером, побувавши у нього в Швейцарії. Завдяки своїм творам (балада Helges Treue, кантата «Німеччина своїм дітям» та симфонічна поема «Юлій Цезар») Дрезеке отримав славу «ультрарадикального» представника новонімецької школи.
В 1861 році розгорівся скандал (безжалісно розкритикований твір Дрезеке на 2-му з'їзді композиторів у Веймарі), представники «новонімецької» школи зазнали поразки та були засуджені по цілій Німеччині. Лист в той же рік поїхав в Рим, Дрезеке в 1862 році — в Романдію.
У 1863—1874 викладав фортеп'яно в консерваторії в Лозанні, з 1875 року — в Женеві. У 1865 році їздив до Мюнхена на прем'єру «Трістана та Ізольди» Вагнера. У 1869 зробив велику поїздку до Франції, Іспанії, Північної Африки та Італії.
У перші «швейцарські» роки продовжував писати: були написані соната (тв. 6 — його найважливіший фортеп'янний твір), симфонічна поема «Фрітьоф», кантата «Клятва в Рютлі» (нім. Der Schwur im Rütli) та інші твори. Однак він ніколи не відчував себе в Швейцарії як вдома: він був майже ізольований від німецького музичного життя, і його самотність наростала. Після скандалу 1861 року від нього відвернулися багато колишніх соратників, тільки Бюлов, один з небагатьох, залишався дружний з ним. Ліста він відвідував лише принагідно. Ф. Дрезеке припинив відносини з Р. Вагнером через його роман з Козімою фон Бюлов. Період життя в Швейцарії Ф. Дрезеке пізніше називав «втраченими роками».
В період життя в Швейцарії художні погляди Ф. Дрезеке зазнали змін. Наростало скептичне ставлення до своєї ранньої творчості в новонімецькому стилі. Він почав наслідувати ясні форми інтонаційної мови бароко та віденських класиків, прагнучи поєднувати авансовані гармоніки і контрапункти, перейняті від Вагнера і Ліста, з традиційно-класичними ідеалами. Хоча і пізніше він вдавався до типових новонімецьких форм (симфонічна поезія, музична драма), в його творчості стали переважати традиційні форми. Так, в 1872 році він закінчив свою першу симфонію соль мажор тв. 12 (написану ще в 1855 році юнацьку симфонію він, ймовірно, знищив). Твір витримав кілька успішних виконань протягом наступних років.
Нові погляди Дрезеке викликали у «новонімецьких» прохолодну реакцію. Так, після прослуховування Lacrimosa тв. 10 (пізніше Ф. Дрезеке переробив її в реквієм, тв. 22) Ліст висловився в тому дусі, що «з лева вийшов кролик».
У 1876 році Дрезеке повернувся до Німеччини. Деякий час він пробув в Кобурзі, де закінчив симфонію № 2 фа мажор, тв. 25 (прем'єра відбулася через 2 роки з великим успіхом під керуванням Ернста Шуха). Потім був в Байройті на прем'єрі Перстня Нібелунга (але з Вагнером не зустрічався). З серпня 1876 року оселився в Дрездені. Кілька років давав приватні уроки. Тільки у вересні 1884 року він отримав посаду в Дрезденській консерваторії. Як професор композиції, гармонії і контрапункту підготував багато визначних музикантів. Серед його учнів — піаніст Лео Кестенберг, композитори Альберто Франкетті, Пауль Бюттнер, Теодор Блюмер, Еміль Кронке, Олександр Ляте, Вальтер Дамрош і Карл Еренберг, видавець Микола Струве.
Став більше писати: опери нім. Dietrich von Bern (1877; пізніше перероблена і перейменована в нім. Herrat) і нім. Gudrun (1883), Реквієм сі мінор тв. 22 (1880). 1880 рік став «роком пісень» — створена майже половина творів для голосу і фортеп'яно. 1880-м належать перші успіхи в камерній (струнний квартет до мінор тв. 27) і концертній музиці: концерт для скрипки мі мінор (1881; оркестрові партії вважаються втраченими, збереглися тільки перекладення для скрипки і фортеп'яно), фортеп'янний концерт мі мажор тв. 36 (1886).
У 1886 році закінчив третю симфонію до мажор тв. 40 («Symphonia Tragica»). Це, мабуть, найбільш значне перетворення його художнього кредо в музиці. Після прем'єри в 1888 року (також під керівництвом Ернста Шуха) вона принесла величезний успіх та славу Дрезека в німецьких концертних залах. Одним з кращих інтерпретаторів 3-й симфонії став Ганс Бюлов.
Наступні твори висунули Дрезеке в число видатних композиторів свого часу: серенада для оркестру ре мажор тв. 49, Симфонічні вступи до п'єси Кальдерона «Життя є сон» (нім. Das Leben ein Traum, тв. 45) і до «Пентесілеі» Клейста тв. 50 (всі — в 1888), Велика меса тв. 60 (1891), опера «Мерлін» (1905) і численні камерні твори, серед яких особливо слід відзначити 3-й струнний квартет до дієз мінор тв. 66 (1895) і струнний квінтет фа мажор тв. 77 (1900).
У камерних творах помітний інтерес Дрезеке до нових інструментів: є дві не були опубліковані за життя сонати для viola alta і фортеп'яно, а в посмертно виданому струнному квінтеті ля мажор (1897) використана violotta.
У 1898 році призначений надвірним радником, в 1906 році — таємним надвірним радником. У 1912 році філософський факультет університету Берліна обрав його почесним доктором за заслуги в «відновленні старого блиску німецької музики».
У 1905 по всій Німеччині пройшли концерти в зв'язку з 70-річчям Фелікса Дрезеке.
Зниження слуху прогресувало до майже повної глухоти, що посилювало ізоляцію композитора від музичних подій і обмежувало його діяльність. Проте його останні твори демонструють цілісність творчості: Велика меса ля мінор тв. 85 (1909) і Реквієм мі мінор (1910) складені a cappella, як би на противагу раннім суто оркестровим творам; 20-хвилинна Symphonia Comica (1912) являє дотепно-іронічний погляд композитора на традиційну музичну форму. У лютому 1912 Фелікс Дрезеке випробував останній великий тріумф з прем'єрою повного виконання містерії «Христос».
Професор Мюнхенської школи музики.
У листопаді 1912 року захворів на пневмонію і з тих пір не виходив з квартири. 26 лютого 1913 році помер від апоплексичного удару.

### Родина
Дружина (з травня 1894) — Фріда Нойгаус (нім. Frida Neuhaus; 1859—1942).

## Творчість
На творчість Дрезеке сильно вплинула музика Ліста і Вагнера, а пізніше Брамса. Вважав себе представником прогресивної новонімецької школи Ліста і Вагнера, ідеї яких контрастували з «консервативним» напрямом, представленим, наприклад, Мендельсоном і Брамсом. Пізніше, після смерті Брамса (1897), багато хто сприймав Фелікса Дрезеке як представника консервативного спрямування.
Опубліковані були тільки його романси і фортеп'янні п'єси.

### Вибрані твори
Опери
- «Король Сігурд» (1857)
- «Гудрун» (постановка 1884)
- «Геррат» (постановка 1892)
- «Бертран де Борн» (1894)
- «Рибалка і каліф» (постановка 1905)
- «Мерлін» (постановка 1913)

Для хору
- реквієм
- три ораторії
- меса
- кантати
- хори

Симфонічні твори
- чотири симфонії (1872, 1876, № 3 «Трагічна» — 1886 № 4 «Комічна» — 1912)
- симфонічні поеми: «Юлій Цезар» (1860), «Фрітьоф» (1865)
- Ювілейна увертюра
- увертюри: «Життя є сон» (1888), «Пентесілея» (1888)

Концерти
- концерт для скрипки з оркестром (1881)
- концерт для фортеп'яно з оркестром (1886)

Камерна музика
- фортеп'янний квінтет з валторною
- два струнних квінтети
- три струнних квартети
- соната для кларнета і фортеп'яно

Для фортеп'яно
- сонати, п'єси

## Визнання
Symphonia tragica ще в 1920-ті роки багатьма вважалася однією з найбільш значних симфоній; з нею виступали провідні диригенти — Артур Нікіш, Фріц Райнер, Ганс Пфіцнер, Карл Бем.
Сам Дрезеке не міг бути виконавцем своєї музики: його фортеп'янна гра була недостатня для кар'єри піаніста, а діяльність в якості диригента залишалася недоступною через проблеми зі слухом. Таким чином, він був одним з перших композиторів в історії музики, які повністю залежали від інтерпретаторів.
Шанобливе ставлення до музики Дрезеке після його смерті швидко зникало: в 1914 році почалася війна, в 1922 році помер Артур Нікіш, один з останніх диригентів, в чиєму репертуарі зберігалися симфонії Дрезеке. Уже в 1920-ті роки Дрезеке вважався забутим композитором минулої епохи.
Ситуація почала змінюватися після 1933 року, коли націонал-соціалісти після захоплення влади стали намагатися обґрунтувати перевагу «арійської німецької раси» за допомогою засобів культури. Для цього вони використовували музику таких відомих композиторів, як Людвіг ван Бетовен, Ріхард Вагнер і Антон Брукнер. В поле зору культурної політики націонал-соціалістів незабаром потрапив і Дрезеке як шанувальник Вагнера і творець героїчних опер, заснованих на німецьких переказах. З схвалення Фріди Дрезеке, вдови і спадкоємиці композитора, стали влаштовувати «фестивалі Дрезеке» і використовувати його твори в ідеологічних цілях. Еріх Редер (нім. Erich Roeder, 1902—1945) написав 2-томну біографію Дрезеке, яка вважається фундаментальною працею про композитора, але в той же час фальсифікує деякі факти (наприклад, дружба з Гансом фон Бюлов тлумачиться негативно) і вихваляє композитора в націонал-соціалістському сенсі як «найбільш чистий вид німецького музиканта» та «ідеал німецького художника», «від мінору до мажору пронизує новонімецького музиканта».

## Пам'ять
B 1931 році в Дрездені створено «Товариство Фелікса Дрезеке».